# Dolní Benešov (nádraží)
Dolní Benešov je dopravna D3 (dřívější železniční stanice), která se nachází v severní části stejnojmenného města v okrese Opava. Leží v km 8,294 železniční trati Opava východ – Hlučín, mezi stanicí Kravaře ve Slezsku a dopravnou Hlučín.

## Historie

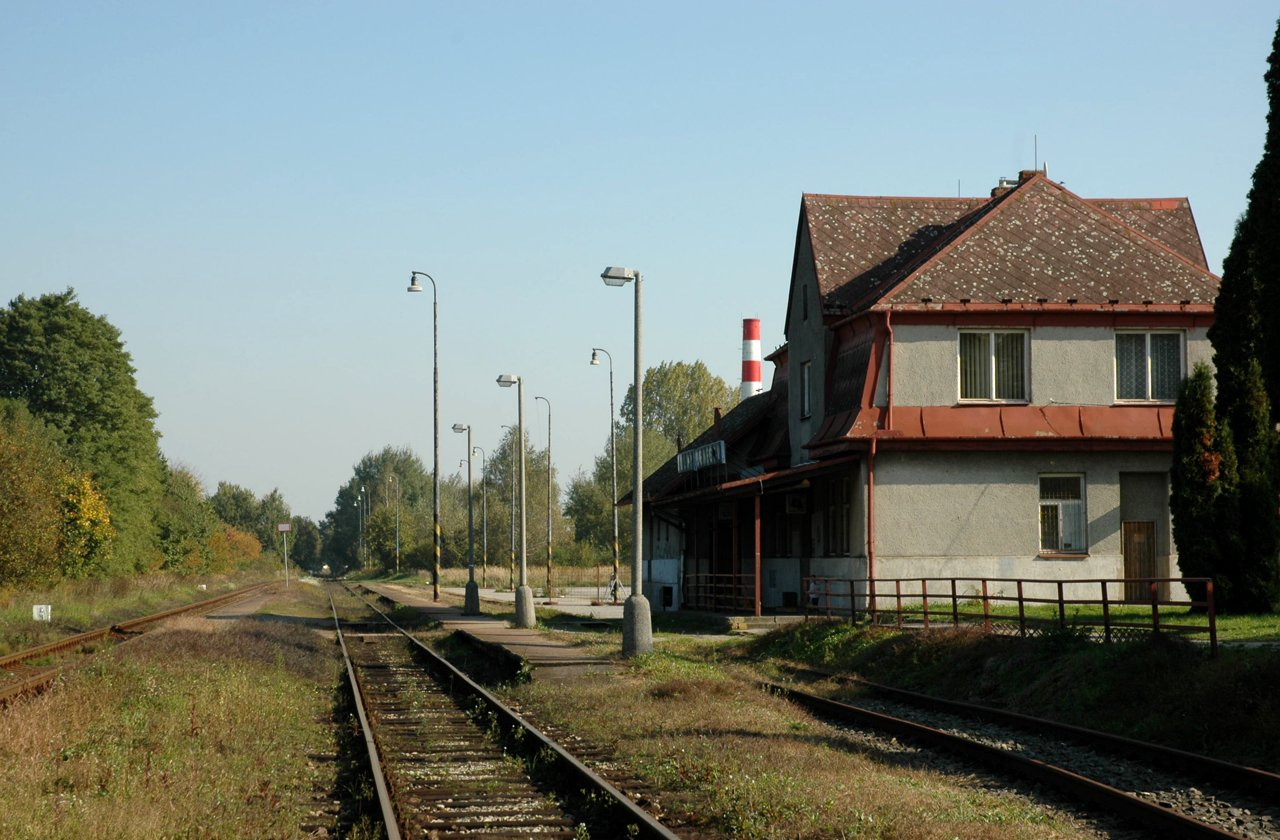
Dopravna před rekonstrukcí budovy

Tehdejší železniční stanice byla dána do provozu 18. října 1913 společně s tratí železniční trati z Kravař do Hlučína. Dolní Benešov byl železniční stanicí do 5. prosince 2000, kdy bylo v úseku Kravaře ve Slezsku – Hlučín zavedeno zjednodušené řízení drážní dopravy a stanice byla degradována jen na zastávku a nákladiště. To však trvalo jen krátce, neboť již 7. června 2001 se Dolní Benešov stal dopravnou s možností křižování vlaků.
V roce 2020 došlo k rekonstrukci nádražní budovy, v rámci které byla její skladištní část ubourána.

## Popis dopravny
V dopravně jsou celkem tři průběžné koleje. Přímo u budovy je manipulační kolej č. 3, ze které odbočuje vlečka MSA. dále následují dvě dopravní koleje (č. 1 o užitečné délce 373 m a č. 2 o užitečné délce 398 m). Dopravní koleje jsou na obou zhlavích spojeny samovratnými výhybkami, přičemž ve směru od Kravař je přednostní poloha na kolej č. 1, opačným směrem pak na kolej č. 2. U dopravních kolejí jsou jednostranná panelová nástupiště o délce 100 metrů a s hranou ve výšce 300 mm nad temenem kolejnice, přístup na nástupiště je úrovňový s přechodem přes koleje. Do opravy kolejiště v roce 2019 byla v dopravně nástupiště o délce 170 m.
Na kravařském záhlaví v km 8,130 je přejezd P7884 na silnici III//46819 z Dolního Benešova do Bohuslavic, který je zabezpečen světelným přejezdovým zabezpečovacím zařízením se závorami a přejezdníky. Dopravna je kryta lichoběžníkovými tabulkami, od Kravař v km 8,001, od Hlučína v km 8,807. Provoz v dopravně a na trati je řízen dirigujícím dispečerem z Kravař ve Slezsku. Dispečer také ovládá rozhlasové zařízení INISS, které informuje cestující v Dolním Benešově.